# Línea 55 de TMB
La línea 55 es una línea regular de autobús urbano de la ciudad de Barcelona gestionada por la empresa TMB. Hace su recorrido entre el Parc de Montjuic y la Pl. Urquinaona, con una frecuencia en hora punta de 12-14min.

## Horarios
| 55         | Primer servicio A: Pl. Catalana | Primer servicio A: Parque Montjuic | Último servicio A: Pl. Catalana | Último servicio A: Parque Montjuic |
| Laborables | 04:55                           | 05:35                              | 22:40                           | 22:35                              |
| Sábados    | 05:50                           | 06:30                              | 22:40                           | 22:35                              |
| Festivos   | 06:50                           | 07:30                              | 22:40                           | 22:35                              |

## Recorrido
- De Parque Montjuic a Pl. Catalana por: Av. Miramar, Pº Exposición, Lérida, Tamarite, Entenza, Florida Blanca, Rambla de San Antonio, Pl. Universidad, Pelayo, Fontanella, Trafalgar, Pº de San Juan, Trav de Gracia, Pi i Maragall, Camelias, Av. Nuestra Señora de Montserrat y Almílcar.

- De Pl. Catalana a Parque Montjuic por: Amílcar, Av. Nuestra Señora de Montserrat, Cerdeña, Pi i Maragall, Trav de Gracia, Pº de San Juan, Ronda de San Pedro, Pl. Universidad, Ronda de San Antonio, Sepúlveda, Villarroel, Tamarite, Calabria, Sepúlveda, Lérida, Franca Xica, Pº Exposición y Av. Miramar.

## Otros datos
| Prestación                   | Disponibilidad en la línea |
| ---------------------------- | -------------------------- |
| Adaptada a                   | Sí                         |
| TMB iBus (tiempo de espera ) | Sí                         |
| Pantallas informativas       | Sí                         |
| Línea de tránsito rápido     | No                         |
| Circula en días festivos     | Sí                         |